# Dermestes
A Dermestes a rovarok (Insecta) osztályának a bogarak (Coleoptera) rendjébe, ezen belül a mindenevő bogarak (Polyphaga) alrendjébe és a porvafélék (Dermestidae) családjába tartozó nem.
A Dermestes nemből Közép-Európában körülbelül egy tucat faj fordul elő.

## A Magyarországon előforduló alnemek és fajok
- Dermestinus Zhantiev, 1967
  - Dermestes carnivorus Fabricius, 1775 – amerikai porva
  - Dermestes erichsoni Ganglbauer, 1904 – sárgahasú porva
  - Dermestes frischii Kugelann, 1792 – nyakszegélyes porva
  - Dermestes gyllenhalii gyllenhalii Laporte, 1840 – ártéri porva
  - Dermestes intermedius intermedius Kalík, 1951 – pontusi pora
  - Dermestes kaszabi Kalík, 1950 – Kaszab-porva
  - Dermestes laniarius laniarius Illiger, 1801 – gyászos porva
  - Dermestes maculatus De Geer, 1774 – tüskés porva
  - Dermestes murinus Linnaeus, 1758 – egérszínű porva
  - Dermestes undulatus Brahm, 1790 – márványos porva
  - Dermestes szekessyi Kalík, 1950 – Székessy-porva
- Dermestes Linnaeus, 1758
  - Dermestes ater De Geer, 1774 – raktári porva
  - Dermestes bicolor bicolor Fabricius, 1781 – fészeklakó porva
  - Dermestes haemorrhoidalis Küster, 1852 – pillásszélű porva
  - Dermestes lardarius Linnaeus, 1758 – szalonnaporva
- Montandonia Jacquet, 1886
  - Dermestes fuliginosus Rossi, 1792 – feketeszőrű porva
  - Dermestes olivieri Lepesme, 1939 – rőtszőrű porva